# Melicoccus aymardii
Melicoccus aymardii là một loài thực vật có hoa trong họ Bồ hòn. Loài này được Acev.-Rodr. mô tả khoa học đầu tiên năm 2003.